# Saint-Martin-de-Saint-Maixent
Saint-Martin-de-Saint-Maixent là một xã thuộc tỉnh Deux-Sèvres trong vùng Nouvelle-Aquitaine phía tây nước Pháp. Xã này nằm ở khu vực có độ cao trung bình 128 mét trên mực nước biển.